# Тріангуляція поверхні
Тріангуляція поверхні може означати

Тріангуляція неявної поверхні третього роду

Тріангуляція параметричної поверхні (мавпяче сідло)

- мережу трикутників, яка покриває дану поверхню частково чи повністю або
- процедуру побудови точок і трикутників цієї мережі

У цій статті описується побудова мережі трикутників. Також в списку літературі можна знайти статті, які описують оптимізацію мережі.
Тріангуляція поверхні важлива для
- візуалізації поверхонь
- застосування методів скінченних елементів.

Тріангуляція параметрично заданої поверхні досягається шляхом тріангуляції області визначення цієї поверхні (див. малюнок на якому зображено мавпяче сідло). Однак трикутники можуть відрізнятися за формою і протяжністю в об'єктному просторі, що є потенційним недоліком. Це може бути зведено до мінімуму за допомогою адаптивних методів, які враховують ширину кроку при тріангуляції області параметрів.
Складніше тріангулювати неявну поверхню, яка визначена одним або декількома рівняннями. Існує два принципових підходи.
- У першому методі тривимірну область, яка розглядається, розбивається на куби й визначається перетин поверхні з ребрами кубів, для того, щоб отримати багатокутники на поверхні, які потім будуть тріангульовані. Такий підхід називається методом розрізання на куби (англ. cutting cube method)[1][2]. Він потребує суттєвих обчислювальних ресурсів.

- Друга і простіша концепція — це маршовий метод (англ. marching method)[3][4][5]. Тріангуляція починається з тріангульованого шестикутника в початковій точці. Цей шестикутник потім оточується новими трикутниками, відповідно до заданих правил, поки вся поверхня не буде тріангульована. Якщо поверхня складається з декількох компонентів, то алгоритм потрібно запустити декілька разів з початковими точками на цих компонентах.

Алгоритм розрізання на куби визначає всі компоненти поверхні в межах початкового куба залежно від заданих граничних параметрів. Перевагою маршового методу є можливість попереднього визначення границі (див. малюнок).
Полігонізація поверхні означає утворення полігональної сітки.
Тріангуляцію поверхні не слід плутати з тріангуляцією множини точок на площині. Прикладом якої є тріангуляція Делоне.

Тріангуляція: циліндр та поверхня {\displaystyle x^{4}+y^{4}+z^{4}=1}
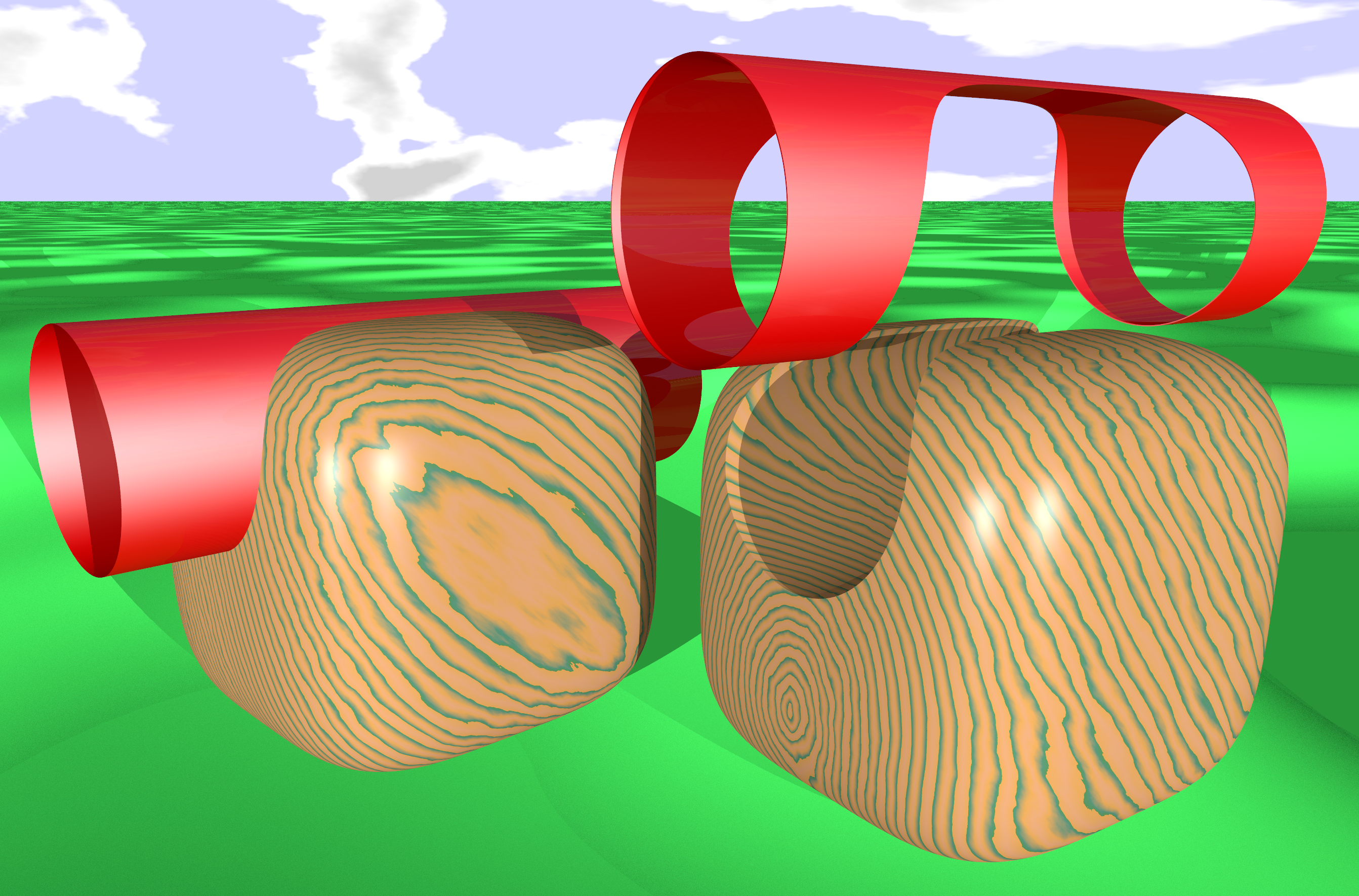
Тріангуляція: циліндр та поверхня {\displaystyle x^{4}+y^{4}+z^{4}=1}, зображення створене за допомогою POV-Ray

Тор: тріангуляція маршовим методом
Тор: тріангуляція методом розрізання на куби